# Fernando Escartín
Fernando Escartin (født 24. januar 1968, Biescas, Aragonien) er en spansk tidligere professionel cykelrytter med en fortid på blandt andre holdene Clas-Cajastur, Mapei, Kelme og Team Coast.
Han har gennem sin professionelle karriere opnået to andenpladser i 1997 hhv. 1998 i det største spanske etapeløb Vuelta a España. Han vandt Katalonien Rundt i 1997. Fernando Escartin har en podieplacering i Tour de France, hvor han i 1999 blev han nummer tre i Tour de France, og hvor han samme år også vandt den femtende etape.